# 항공기 등록기호

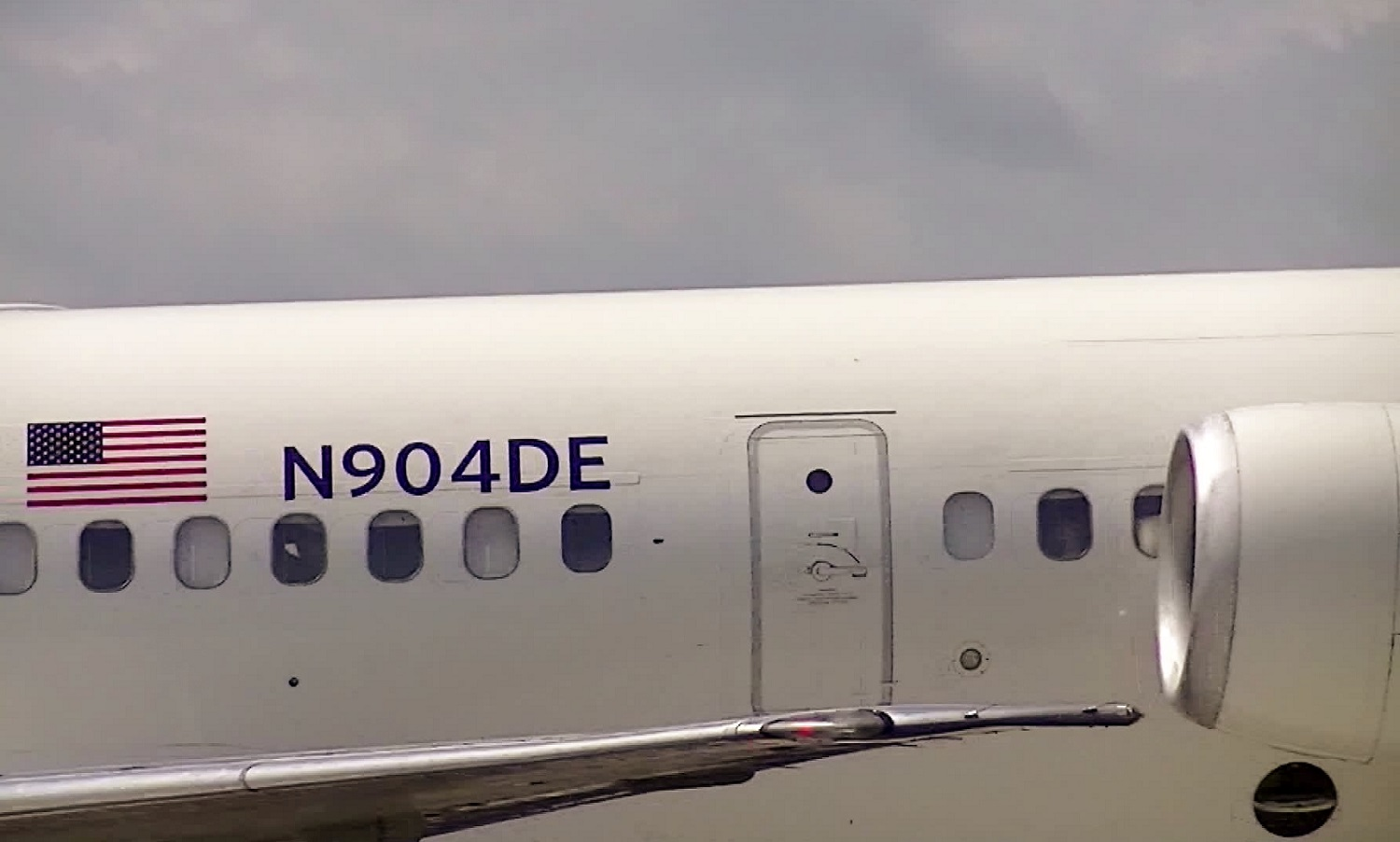
미국 항공기의 등록기호 예

항공기 등록기호는 항공기 등에 붙은 개별 기체 당 인식 기호의 통칭으로, 영어로 레지스트레이션 (registration)이라고 불리기도 한다.
항공기 인식의 표시 방법이 숫자로만 구성되기도 하는데, 이것은 미국 공군 (테일 코드), 영국 왕립공군 (영국)와 항공 자위대 (일본) 등의 군용기에만 사용된다.

## 개요
국제 민간 항공기구 (ICAO)에 가맹하는 세계 각국의 국가 및 지역의 민간 항공기를 인식하는 데 매기는 기체 상징이다. 따라서 군용기에 보이는 숫자로만 이루어진 일련 번호와 구별하기 위해 알파벳 또는 알파벳과 숫자의 조합으로 국적을 나타낸다.

## 항공기 등록기호의 특징
- 1 ~ 9999의 숫자 사이에 있어야 한다.
- 알파벳 열 2자리 이하 (0 자리 가능)하고 숫자와 함께 5자리 이하

를 계속한다. 그러나 1 ~ 99 (알파벳 제외)는 연방 항공국 (FAA)에 의해 사용하고 있다.
1929년부터 1948년 12월 31일까지 현재와 다른 시스템 형식으로 등록되었다. 구 형식은 민간 항공기의 대부분은 "NC + 숫자"로 등록되어 있었다. 이 형식은 국적 기호가 도입된 1929년 이전부터 미국에서 사용된 형식이 바탕으로 되어 있었다.

## 나라별 등록기호

### 미국,콜롬비아
- 등록기호 "N"

### 아랍에미리트
- 등록기호 "A6"

### 대한민국
- 등록기호 "HL"

### 일본
- 등록기호 "JA"

### 중화인민공화국,중화민국(대만),홍콩,마카오
- 등록기호 "B-"[1]

### 필리핀
- 등록기호 "RP"

### 인도네시아
- 등록기호 "PK"

### 싱가포르
- 등록기호 "9V"

### 말레이시아
- 등록기호 "9M"

### 브루나이
- 등록기호 "V8"

### 터키
- 등록기호 "TC"

### 카타르
- 등록기호 "A7"

### 인도
- 등록기호 "VT"

### 포르투갈
- 등록기호 "CS"

### 파키스탄
- 등록기호 "AP"

### 방글라데시
- 등록기호 "S2"

### 케냐
- 등록기호 "5Y"

### 오만
- 등록기호 "A40"

### 에티오피아
- 등록기호 "ET"

### 네덜란드
- 등록기호 "PH"

### 영국
- 등록기호 "G-"

### 프랑스[2]
- 등록기호 "F-"

### 스위스
- 등록기호 "HB"

### 모로코
- 등록기호 "CN"

### 브뤼셀
- 등록기호 "OO"

### 스페인
- 등록기호 "EC"

### 브라질
- 등록기호 "PP", "PR", "PT" 등

### 덴마크
- 등록기호 "OY"

### 불가리아
- 등록기호 "LZ"

### 오스트리아
- 등록기호 "OE"

### 아이슬란드
- 등록기호 "TF"

### 이집트
- 등록기호 "SU"

### 독일
- 등록기호 "D-"

### 라트비아
- 등록기호 "YL"

### 러시아
- 등록기호 "RA"[3]

### 핀란드
- 등록기호 "OH"

### 룩셈부르크
- 등록기호 "LX"

### 헝가리
- 등록기호 "HA"

### 우크라이나
- 등록기호 "UR"

### 루마니아
- 등록기호 "YR"

### 폴란드
- 등록기호 "SP"

### 바레인
- 등록기호 "A9C"

### 이탈리아
- 등록기호 "I"[4]

### 그리스
- 등록기호 "SX"

### 짐바브웨
- 등록기호 "Z-"

### 탄자니아
- 등록기호 "5H"

### 스리랑카
- 등록기호 "4R"

### 캐나다
- 등록기호 "C-"

### 오스트레일리아
- 등록기호 "VH"

### 뉴질랜드
- 등록기호 "ZK"

### 피지
- 등록기호 "DQ"

### 네팔
- 등록기호 "9N"

### 부탄
- 등록기호 "A5"

### 타지키스탄
- 등록기호 "VQ"

### 아프가니스탄
- 등록기호 "YA"

### 시리아
- 등록기호 "YK"

### 아르헨티나
- 등록기호 "LV"

### 칠레
- 등록기호 "CC"

### 파나마
- 등록기호 "HP"

### 이란
- 등록기호 "EP"

### 우즈베키스탄
- 등록기호 "UK"

### 나이지리아
- 등록기호 "5N"

### 르완다
- 등록기호 "9XR"

### 케이맨 제도
- 등록기호 "VP-C"

### 남아프리카 공화국
- 등록기호 "ZS"

### 세르비아
- 등록기호 "YU"

### 체코
- 등록기호 "OK"

### 파푸아뉴기니
- 등록기호 "P2"

### 베트남
- 등록기호 "VN"

### 미얀마
- 등록기호 "XY"

### 태국
- 등록기호 "HS"

### 몰디브
- 등록기호 "8Q"

### 아제르바이잔
- 등록기호 "4K"

### 그린란드
- 등록기호 "5Y"

### 캄보디아
- 등록기호 "XU"

### 조선민주주의인민공화국
- 등록기호 "P"

### 짐바브웨
- 등록기호 "Z"

### 버뮤다
- 등록기호 "VP-B", "VQ-B"

### 몽골
- 등록기호 "JU"

### 이란
- 등록기호 "IR"

### 아일랜드
- 등록기호 "EI"

### 멕시코
- 등록기호 "XA", "XB', "XC"